# تاماری، کوئینزلند
تاماری (به انگلیسی: Tamaree) یک حومه شهر در استرالیا است که در کوئینزلند واقع شده‌است.